# عين البط كبير
عين البط كبير  قرية سوريّة تتبع إداريّاً لمحافظة حلب منطقة عين العرب ناحية مركز عين العرب، بلغ تعداد سكانها 1,450 نسمة حسب التعداد السكاني لعام 2004.